# (8738) Saji
(8738) Saji ist ein Asteroid des Hauptgürtels, der am 5. Januar 1997 von Astronomen des Saji-Observatoriums in Tottori (IAU-Code 867) in der japanischen Präfektur Tottori entdeckt wurde.
Der Asteroid wurde am 2. Februar 1999 dem Saji-Observatorium benannt, an dem er entdeckt wurde.